# 广东省总工会
广东省总工会是广东省地方工会和产业工会的领导机关，受中国共产党广东省委员会和中华全国总工会领导。